# Furnariidae
Famille
Les Furnariidae (ou furnariidés en français) sont une famille de passereaux constituée de 72 genres et plus de 310 espèces.
Elle comprend les fourniers et les espèces apparentées : géosittes, upucerthies, chilia, cinclodes, synallaxes, annumbis, pseudosittines, têtes-de-feu, queues-grises, anabasittes, cacholotes, anabates, sclérures, picerties, sittines, mégasittines et picotelles.

## Description
Ce sont des oiseaux de taille petite à moyenne (de 10 à 26 cm), la plupart aux ailes courtes et arrondies. Leurs pattes et pieds sont généralement puissants. Ils ont souvent la queue longue avec le rachis des plumes renforcé. Leur plumage est souvent à dominante brunâtre.
Ils vivent en Amérique du Sud et Centrale, où les différentes espèces se partagent tous les types de milieux.

## Étymologie
Les furnaridés tirent leur nom des nids des fourniers en argile ressemblant à peu près à un four ou un creuset, bien que la plupart des autres oiseaux construisent des nids de bâtons ou nichent dans des fentes ou des galeries de rochers.

## Systématique

### Liste alphabétique des genres
D'après la classification de référence du Congrès ornithologique international (version 15.1, 2025) :
- Acrobatornis (1 espèce)
- Anabazenops (2 espèces)
- Anabacerthia (5 espèces)
- Ancistrops (1 espèce)
- Anumbius (1 espèce)
- Aphrastura (3 espèces)
- Asthenes (29 espèces)
- Automolus (11 espèces)
- Berlepschia (1 espèce)
- Campylorhamphus (6 espèces)
- Certhiasomus (1 espèce)
- Certhiaxis (2 espèces)
- Cichlocolaptes (1 espèce)
- Cinclodes (15 espèces)
- Clibanornis (5 espèces)
- Coryphistera (1 espèce)
- Cranioleuca (20 espèces)
- Deconychura (3 espèces)
- Dendrexetastes (1 espèce)
- Dendrocincla (6 espèces)
- Dendrocolaptes (5 espèces)
- Dendroma (2 espèces)
- Dendroplex (2 espèces)
- Drymornis (1 espèce)
- Drymotoxeres (1 espèce)
- Furnarius (8 espèces)
- Geocerthia (1 espèce)
- Geositta (11 espèces)
- Glyphorynchus (1 espèce)
- Heliobletus (1 espèce)
- Hellmayrea (1 espèce)
- Hylexetastes (3 espèces)
- Lepidocolaptes (11 espèces)
- Leptasthenura (9 espèces)
- Limnoctites (1 espèce)
- Limnornis (1 espèce)
- Lochmias (1 espèce)
- Margarornis (4 espèces)
- Mazaria (1 espèce)
- Megaxenops (1 espèce)
- Metopothrix (1 espèce)
- Microxenops (1 espèce)
- Nasica (1 espèce)
- Neophilydor (2 espèces)
- Ochetorhynchus (4 espèces)
- Phacellodomus (10 espèces)
- Philydor (3 espèces)
- Phleocryptes (1 espèce)
- Premnoplex (2 espèces)
- Premnornis (1 espèce)
- Pseudocolaptes (3 espèces)
- Pseudasthenes (4 espèces)
- Pseudoseisura (4 espèces)
- Pygarrhichas (1 espèce)
- Roraimia (1 espèce)
- Schoeniophylax (1 espèce)
- Sclerurus (7 espèces)
- Siptornis (1 espèce)
- Sittasomus (1 espèce)
- Spartonoica (1 espèce)
- Sylviorthorhynchus (2 espèces)
- Synallaxis (37 espèces)
- Syndactyla (8 espèces)
- Tarphonomus (2 espèces)
- Thripadectes (7 espèces)
- Thripophaga (5 espèces)
- Upucerthia (4 espèces)
- Xenerpestes (2 espèces)
- Xenops (4 espèces)
- Xiphocolaptes (4 espèces)
- Xiphorhynchus (13 espèces)

### Liste des espèces
D'après la classification de référence du Congrès ornithologique international (version 5.2, 2015) :